# Tornos capitaneus
Tornos capitaneus là một loài bướm đêm trong họ Geometridae.